# Хиггинсон (Арканзас)
Хиггинсон (англ. Higginson, Arkansas) — город, расположенный в округе Уайт (штат Арканзас, США) с населением в 378 человек по статистическим данным переписи 2000 года.

## География
По данным Бюро переписи населения США Хиггинсон имеет общую площадь в 2,07 квадратных километров, водных ресурсов в черте населённого пункта не имеется.
Город Хиггинсон расположен на высоте 67 метров над уровнем моря.

## Демография
По данным переписи населения 2000 года в Хиггинсоне проживало 378 человек, 103 семьи, насчитывалось 145 домашних хозяйств и 165 жилых домов. Средняя плотность населения составляла около 189 человек на один квадратный километр. Расовый состав Хиггинсона по данным переписи распределился следующим образом: 97,35 % белых, 0,26 % — коренных американцев, 0,26 % — азиатов, 2,12 % — представителей смешанных рас.
Испаноговорящие составили 1,85 % от всех жителей города.
Из 145 домашних хозяйств в 31,0 % — воспитывали детей в возрасте до 18 лет, 59,3 % представляли собой совместно проживающие супружеские пары, в 7,6 % семей женщины проживали без мужей, 28,3 % не имели семей. 20,0 % от общего числа семей на момент переписи жили самостоятельно, при этом 4,8 % составили одинокие пожилые люди в возрасте 65 лет и старше. Средний размер домашнего хозяйства составил 2,61 человек, а средний размер семьи — 3,06 человек.
Население города по возрастному диапазону по данным переписи 2000 года распределилось следующим образом: 25,4 % — жители младше 18 лет, 11,1 % — между 18 и 24 годами, 28,8 % — от 25 до 44 лет, 27,0 % — от 45 до 64 лет и 7,7 % — в возрасте 65 лет и старше. Средний возраст жителей составил 34 года. На каждые 100 женщин в Хиггинсоне приходилось 95,9 мужчин, при этом на каждые сто женщин 18 лет и старше приходилось 101,4 мужчин также старше 18 лет.
Средний доход на одно домашнее хозяйство в городе составил 25 114 долларов США, а средний доход на одну семью — 29 250 долларов. При этом мужчины имели средний доход в 26 750 долларов США в год против 17 344 доллара среднегодового дохода у женщин. Доход на душу населения в городе составил 11 568 долларов в год. 13,7 % от всего числа семей в округе и 18,2 % от всей численности населения находилось на момент переписи населения за чертой бедности, при этом 28,8 % из них были моложе 18 лет и 20,0 % — в возрасте 65 лет и старше.